# Chiesa di Santa Maria Maddalena (Madonna del Sasso)
La chiesa di Santa Maria Maddalena è un luogo di culto cattolico di Centonara, frazione di Madonna del Sasso della diocesi e della provincia del Verbano-Cusio-Ossola e inserita nell'unità pastorale di Gozzano.

## Storia
La chiesa, tra le più antiche del territorio, fu edificata intorno al 1300 venendo poi ampliata e modificata successivamente. Nel Cinquecento è stato realizzato il porticato esterno e gli affreschi sulla facciata.
La sua storia ci viene lasciata dalla testimonianza scritta del parroco don Antonio Spezia:
Venne ampliata successivamente, per diventare parrocchiale nel 1525, dando al parroco il titolo di "pievano". Nel 1568 si separò da San Filiberto ma nel 1606 la parrocchia di Centonara fu unita dal Vescovo Bascapè alla parrocchia di Artò. La chiesa di Centonara, il cui campanile è in stile romanico, è ad unica navata; due sono invece gli altari laterali, dedicati all'Immacolata e ai Santi Francesco e Chiara, restaurati negli anni '80.
Un grande Crocifisso pende tra le balaustre dell'altare maggiore risalente ai primi anni del 1700.
È proprio dietro all'altare maggiore che possiamo trovare un bellissimo dipinto su tavola, attribuito a Fermo Stella da Caravaggio, del 1545 circa, che riproduce la deposizione di Gesù dalla Croce, con la Vergine Maria, i Santi Grato e Giulio, San Giovanni Battista e le tre Marie.
Nel quadro si riconosce anche la figura di San Carlo, che passava da Centonara per recarsi a Varallo.»
(Relazione di don Antonio Spezia)
Dal documenti risulta quindi che la chiesa divenne anche sede parrocchiale venendo però poi unita a quella di San Giulio ad Artò dal vescovo Carlo Bascapè.
L'edificio fu oggetto di restauri negli anni ottanta del Novecento con l'adeguamento liturgico voluto dal concilio Vaticano II.

## Descrizione
L'edificio è anticipato da un porticato delimitato da un muretto con tre grandi aperture ad arco sulla parte frontale di cui quella centrale aperta, e due laterali, anche queste chiuse da un muretto. Le colonnine reggono gli archi e la volta. La facciata presente. nella parte posta sotto il porticato, tre affreschi raffiguranti san Giulio su di una barca che naviga verso l'isola, e i santi Maria Maddalena e Remigio del XVI secolo. Vi sono due piccole aperture quadrate complete di inferriata protettiva atta a illuminare l'interno. 
La torre campanaria conserva la sua conformazione romanica.
L'interno a navata unica ospita due altari laterali, uno dedicato ai santi Francesco e Chiara d'Assisi, e l'altro alla Madonna Immacolata. L'altare maggiore ospita come pala il dipinto di Fermo Stella datato 1545 raffigurante la Deposizione con la Madonna e santi Grato Giulio, Giovanni Battista e tre Maria.